# Air Hitam (Gebang)
Air Hitam is een bestuurslaag in het regentschap Langkat van de provincie Noord-Sumatra, Indonesië. Air Hitam telt 8661 inwoners (volkstelling 2010).